# ولیکی خریب
ولیکی خریب (اسلوونیایی: Veliki Hrib) یک زیستگاه انسانی در اسلوونی است که در Kamnik Municipality واقع شده‌است.

## خصوصیات
ولیکی خریب ۱٫۵ کیلومترمربع مساحت و ۷۷ نفر جمعیت دارد و ۵۹۱٫۹ متر بالاتر از سطح دریا واقع شده‌است.